# ホール・ファカン・クラブ
ホール・ファカン・クラブ（Khor Fakkan Club (アラビア語: نادي خورفكان الرياضي الثقافي)）は、アラブ首長国連邦の首長国シャールジャ、ホール・ファッカーンに本拠地を置くサッカークラブである。

## 概要
1981年にアル・ハリージ (英: Al Khaleej) として設立され、2017年6月に現在のクラブ名に改名し、ロゴも刷新された。

## タイトル

### 国内タイトル
- UAEフェデレーションカップ: 1回
  - 1993-94
- UAEディヴィジョン1: 6回
  - 1978-79, 1981-82, 1993-94, 2000-01, 2007-08, 2018-19

## 歴代所属選手
- デニウソン 2012
- ダビ・ダ・シルバ 2014-2015
- ムンゼル・アブー・アマーラ 2017-2018
- ペドロ・ジュニオール 2019
- ロブソン 2019-2020
- ハモン・ロペス 2020-2021